# Craig Scott (chính khách)
Craig M. Scott (sinh ngày 14 tháng 3 năm 1962) là một chính khách và học thuật người Canada. Trước đây là giáo sư luật tại Trường Luật Osgoode Hall và là giám đốc của Trung tâm Jack và Mae Nathanson về Nhân quyền, Tội phạm và An ninh Xuyên quốc gia, ông được bầu làm ứng cử viên Đảng Dân chủ Mới trong một cuộc bầu cử phụ liên bang ở Toronto—Danforth vào ngày 19 tháng 3 năm 2012, sau cái chết của Jack Layton vào tháng 8 năm 2011.

## Đầu đời
Scott sinh ra và lớn lên ở Windsor, Nova Scotia.  Từ năm 1979 đến năm 1981, ông theo học tại Lester B. Pearson United World College of the Pacific ở Canada, nơi ông đã nhận được Bằng Tú tài Quốc tế. Sau đó, ông lấy bằng đại học từ Đại học McGill và Đại học Oxford, nơi ông là Học giả Rhodes tại Cao đẳng St John's. Ông có bằng Cử nhân Luật của Đại học Dalhousie và bằng Thạc sĩ Luật của Trường Kinh tế London. Chuyên ngành học thuật của ông là luật quốc tế  tập trung vào luật nhân quyền. Scott từng là giáo sư Khoa Luật của Đại học Toronto  từ năm 1989 đến năm 2001. Ông là Phó Hiệu trưởng Trường Luật Osgoode (Nghiên cứu và Sau đại học) từ năm 2001 đến năm 2004 và tiếp tục là giảng viên sau đó.
Scott và bạn đời Kovit Ratchadasri trước đây sở hữu Phòng trưng bày Craig Scott, một phòng trưng bày nghệ thuật trên Phố Berkeley gần Khu chưng cất của Toronto.

## Bầu cử
|                                  | Tự do                            | Julie Dabrusin                   | 23,531            | 42.34             | +24.75 | –           |
|                                  | Dân chủ Mới                      | Craig Scott                      | 22,325            | 40.17             | -20.70 | –           |
|                                  | Bảo thủ                          | Benjamin Dichter                 | 5,478             | 9.86              | -4.44  | –           |
|                                  | Xanh                             | Chris Tolley                     | 2,618             | 4.71              | -1.74  | –           |
|                                  | Cấp tiến Canada                  | John Richardson                  | 1,275             | 2.29              |        | –           |
|                                  | Liên minh Động vật               | Elizabeth Abbott                 | 354               | 0.64              | –      | –           |
| Tổng số phiếu hợp lệ/Hạn mức chi | Tổng số phiếu hợp lệ/Hạn mức chi | Tổng số phiếu hợp lệ/Hạn mức chi | 55,581            | 100.00            |        | $209,972.56 |
| Tổng số phiếu bầu bị từ chối     | Tổng số phiếu bầu bị từ chối     | Tổng số phiếu bầu bị từ chối     | 269               | 0.48              | –      |             |
| Tổng cộng                        | Tổng cộng                        | Tổng cộng                        | 55,850            | 72.38             | –      |             |
| Cử tri đủ điều kiện              | Cử tri đủ điều kiện              | Cử tri đủ điều kiện              | 77,158            |                   |        |             |
|                                  | Tự do nắm giữ từ Dân chủ Mới     | Tự do nắm giữ từ Dân chủ Mới     | Hiệu ứng rung lắc | Hiệu ứng rung lắc | +22.73 |             |
| Nguồn: Elections Canada          |                                  |                                  |                   |                   |        |             |

|                                  | Dân chủ Mới                      | Craig Scott                      | 19,210 | 59.44  | -1.36  | – |
|                                  | Tự do                            | Grant Gordon                     | 9,215  | 28.51  | +10.89 | – |
|                                  | Bảo thủ                          | Andrew Keyes                     | 1,736  | 5.37   | -8.95  | – |
|                                  | Xanh                             | Adriana Mugnatto-Hamu            | 1,517  | 4.69   | -1.77  | – |
|                                  | Cấp tiến Canada                  | Dorian Baxter                    | 208    | 0.64   | –      | – |
|                                  | Libertarian                      | John Christopher Recker          | 133    | 0.41   | –      | – |
|                                  | DCDCDC                           | Leslie Bory                      | 77     | 0.24   | –      | – |
|                                  | Hành động Canada                 | Christopher Porter               | 75     | 0.23   | –      | – |
|                                  | DCDCDC                           | John Turmel                      | 57     | 0.18   | –      | – |
|                                  | Thống nhất                       | Brian Jedan                      | 55     | 0.17   | –      | – |
|                                  | DCDCDC                           | Bahman Yazdanfar                 | 36     | 0.11   | –      | – |
| Tổng số phiếu hợp lệ/Hạn mức chi | Tổng số phiếu hợp lệ/Hạn mức chi | Tổng số phiếu hợp lệ/Hạn mức chi | 32,319 | 100.00 | –      | – |
| Tổng số phiếu bầu bị từ chối     | Tổng số phiếu bầu bị từ chối     | Tổng số phiếu bầu bị từ chối     | 150    | 0.46   | -0.13  | – |
| Tổng cộng                        | Tổng cộng                        | Tổng cộng                        | 32,469 | 43.58  | -21.32 | – |